# 古日諾

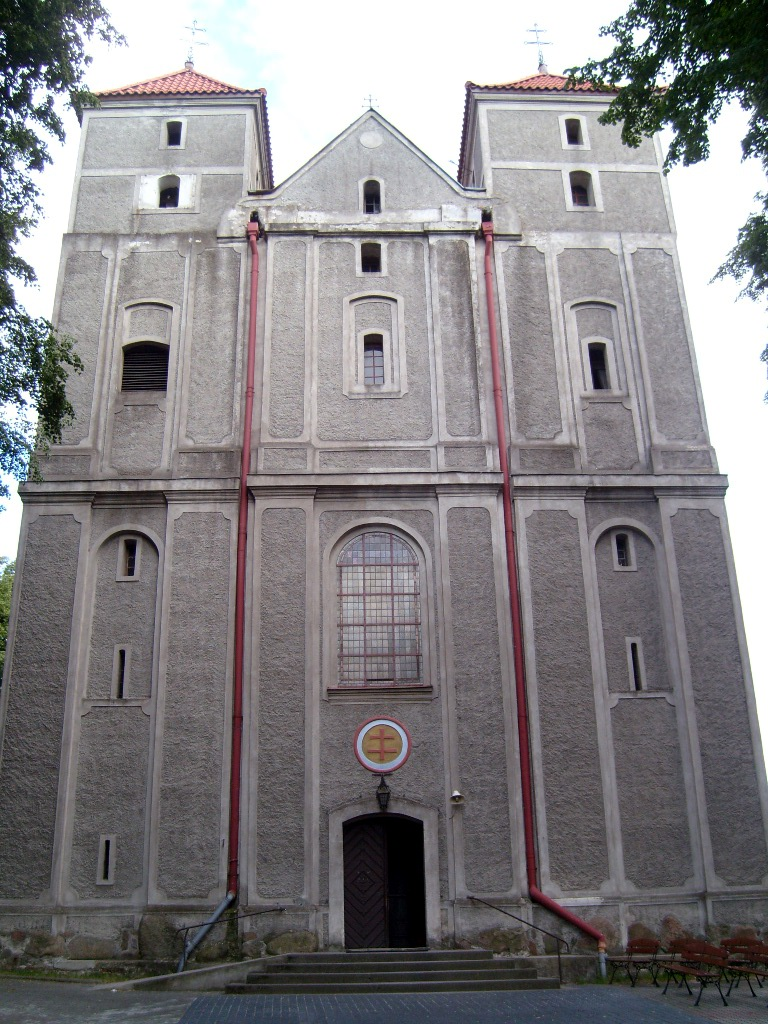

古日諾是波蘭的城鎮，位於該國東北部，由庫亞維-波美拉尼亞省負責管轄，面積3.43平方公里，鎮上的信義宗教堂建於1875年，2006年人口1,362。
53°12′N 19°39′E / 53.200°N 19.650°E